# Félix de Berroeta
Félix de Berroeta (* in Azpeitia, Provinz Guipuzcoa, Baskenland, Spanien; † 26. Mai 1768 in Valdivia, Chile) war ein spanischer Offizier und Kolonialverwalter, der vorübergehend 1761 bis 1762 als Gouverneur von Chile amtierte.
Er war mit Josefa de Iturrigaray verheiratet.
Berroeta trat 1732 in den Dienst der spanischen Krone, zunächst im Infanterieregiment von Córdoba, später in Katalonien und bei den Dragonern der Königin.
Er nahm an verschiedenen Schlachten teil, so bei Campo Santo in Italien und bei der Verteidigung von Veletri, wo er verwundet wurde. Gouverneur Manuel d’Amat i de Junyent, der ihn als Adjutanzoffizier bei seinem Kavallerieregiment von Batavia kennengelernt hatte, schlug König Karl III. vor, Berroeta zum Gouverneur von Valdivia zu ernennen. Am 21. Oktober 1761 trat er dieses Amt (per Schiff von Cádiz kommend) an.
Als Gouverneur Amat zum Vizekönig von Peru berufen wurde, ernannte er Berroeta zu seinem interimistischen Nachfolger. Er amtierte vom 9. September 1761, bis er am 3. Oktober 1762 sein Amt an Antonio de Guill y Gonzaga abgab.
Bis zum 1. Oktober 1763 amtierte er als Kolonialverwalter von Valdivia. Wegen Handels mit der Truppe wurde er zu einer Geldstrafe verurteilt, die er aber nicht mehr zahlen musste, da er vorher 1768 starb.